# Bounnhang Vorachith
Bounnhang Vorachith (in lao ບຸນຍັງ ວໍລະຈິດ; Savannakhet, 15 agosto 1937) è un politico ed ex militare laotiano, che dal 2016 al 2021 ha ricoperto le cariche di Presidente del Laos e di segretario generale del Partito Rivoluzionario del Popolo Lao. In precedenza, dal marzo 2001 al giugno 2006 era stato il Primo ministro del Laos e dal giugno 2006 all'aprile 2016 era stato invece il Vice-Presidente del Paese sotto la presidenza di Choummaly Sayasone.

## Biografia
Vorachith è entrato far parte del movimento di resistenza del Pathet Lao nel 1951 e ha lavorato nel dipartimento di propaganda delle forze armate in Savannakhet. Nel 1956, è stato trasferito nelle truppe di combattimento. Ha studiato in Vietnam dal 1958 al 1961, e in seguito è tornato in Laos per aiutare nella preparazione per la conquista della provincia di Luang Namtha. Dopo la vittoria in Luang Namtha nel 1962, è tornato in Vietnam e ha studiato in un'accademia militare.
Nel 1964 è tornato nuovamente in Laos e nel 1969, è divenuto direttore del comitato organizzativo della provincia di Xieng Khuang. Nel 1972, è divenuto vice-comandante del fronte settentrionale nella provincia di Luang Prabang. Lì ha inoltre aderito alla coalizione e nel 1974 è divenuto segretario di partito delle forze di difesa della città neutrale di Luang Prabang. Nel 1976 è divenuto leader politico delle forze armate delle metà settentrionale del paese. Nel 1978, è tornato in Vietnam per studiare teoria politica. Nel 1981, è divenuto leader politico delle forze armate, e dallo stesso anno al 1991, ha lavorato come governatore della Provincia di Savannakhet fino al 1996, quando è divenuto vice-primo ministro.
Prima di divenire primo ministro nel 2001, ha servito come vice-primo ministro sin dal 1996. In aggiunta, è stato dal 1996 al 1999 presidente del comitato di cooperazione laotiano-vietnamita e dal 1999 al 2001 è stato ministro della finanza. Il 26 marzo 2001, è stato eletto Presidente del Consiglio dei ministri (Primo ministro) del Laos. L'8 giugno 2006, è stato succeduto dall'ex primo primo ministro Baouasone Bouphavanh nell'ufficio di primo ministro. Lui stesso è divenuto vicepresidente della Repubblica Popolare Democratica del Laos l'8 marzo 2006 come vice di Choummaly Sayasone.
Il legame di Bounnhang con il Vietnam è sempre stato profondo. Ha svolto il suo addestramento militare in quel paese, dopo aver preso parte alla fondazione della Repubblica Popolare Democratica del Laos nel 1975, ha studiato pensiero socialista sempre in quel paese.
È divenuto vicepresidente l'8 giugno 2006, quando Bouasone Bouphavanh è stato nominato primo ministro. Al X Congresso nazionale del Partito Rivoluzionario del Popolo Lao, è stato eletto come successore a Choummaly Sayasone nella carica di segretario generale del partito il 22 gennaio 2016, carica che lo ha reso ufficialmente leader del Laos. 
All'XI Congresso del PRPL è stato sostituito dal premier Thongloun Sisoulith come segretario generale.